# 麻立干
麻立干（まりつかん、朝鮮語: 마립간）は、新羅の和白（部落首長会議）の上座を占める「大首長」の称号。「麻立干」の「干」は、部落首長層の出自を有する貴族を指し、新羅の官位十七等の上位九等は、一伐干、迊干、大阿干などの某干（飡）で占められており、和白を構成したのも、多くこの干位を有する首長層貴族である。

## 概要
新羅では、建国後も長らく王を称するに「麻立干」号を用いたが、『三国史記』によると、智証王までを「麻立干」と称し、「王」号使用は、智証王四年（503年）にはじまる。金大問は、「麻立」を「マル」と読み、韓語の橛（切株）の方言で座席を示すものであり、すなわち、「麻立」は、和白の時の参加者の座席を示す標木であるとした。王は、和白の最上座を占めるため、その座席を「麻立」とするが、金大問の説は、「麻立」は橛そのものをいうのか、王の占むべき座位をいうのか判然としない。
末松保和は、高句麗の最高執政官「莫離支」を「麻立干」の原語とみなし、「莫離」「麻立」ともに「マカリ」と読み、『釈日本紀』にある「上臣（マカリダロ）」や「正夫人（マカリヲリクク）」の古訓を採用して、「マカリ」には上・大・正などの意味とする。